# Jessika Jenson
Jessika Jenson (* 7. August 1991 in Idaho Falls) ist eine ehemalige US-amerikanische Snowboarderin. Sie startete in den Disziplinen Slopestyle und Big Air.

## Werdegang
Jenson nahm von 2009 bis 2018 an Wettbewerben der Ticket to Ride World Snowboard Tour teil. Dabei holte sie im März 2010 mit dem dritten Rang im Slopestyle beim Billabong Flaunt it in Sierra-at-Tahoe ihre erste Podestplatzierung. In der Saison 2010/11 siegte sie im Slopestyle bei der U.S. Revolution Tour in Copper Mountain und bei der Burton Am Series in Mammoth und in Park City. In der folgenden Saison gewann sie beim Billabong Flaunt It in Waterville Valley und in Sierra-at-Tahoe. Ihr erstes FIS-Weltcuprennen fuhr sie Januar 2013 in Copper Mountain, welches sie auf den 18. Rang im Slopestyle beendete. Im selben Monat belegte sie bei den Snowboard-Weltmeisterschaften 2013 in Stoneham den 13. Platz im Slopestyle. Bei ihrer ersten Olympiateilnahme 2014 in Sotschi  kam sie auf 13. Platz im Slopestyle. In der Saison 2014/15 erreichte sie in Stoneham mit dem zweiten Platz im Slopestyle ihre erste Podestplatzierung im FIs-Weltcup und kam damit auf den sechsten Platz im Slopestyle-Weltcup. Bei den Snowboard-Weltmeisterschaften 2015 am Kreischberg belegte sie den zehnten Platz im Slopestyle und den achten Rang im Big Air. Nach Platz neun im Slopestyle bei The Mile High in Perisher Blue zu Beginn der Saison 2015/16, belegte sie beim U.S. Grand Prix und Weltcup in Mammoth den zweiten Rang im Slopestyle. Im März 2016 kam sie bei den Burton US Open auf den siebten Platz im Slopestyle und gewann bei den Snowboard-Weltmeisterschaften 2016 in Yabuli die Bronzemedaille im Big Air-Wettbewerb. Zudem errang sie den 12. Platz im Slopestyle. Die Saison beendete sie auf dem sechsten Platz im Freestyle-Weltcup und auf dem vierten Rang im Slopestyle-Weltcup. Im folgenden Jahr wurde sie bei den Snowboard-Weltmeisterschaften 2017 in Sierra Nevada Sechste im Slopestyle und Fünfte im Big Air. Bei den Olympischen Winterspielen 2018 in Pyeongchang belegte sie den 11. Platz im Big Air und den fünften Rang im Slopestyle.